# Daniels County
Daniels County ist ein County im Bundesstaat Montana der Vereinigten Staaten. Der Sitz der Countyverwaltung (County Seat) befindet sich in Scobey.

## Demografische Daten
Nach der Volkszählung im Jahr 2000 lebten im County 2.017 Menschen. Es gab 892 Haushalte und 561 Familien. Die Bevölkerungsdichte betrug 1 Einwohner pro Quadratkilometer. Ethnisch betrachtet setzte sich die Bevölkerung zusammen aus 96,03 % Weißen, 0,00 % Afroamerikanern, 1,29 % amerikanischen Ureinwohnern, 0,25 % Asiaten, 0,10 % Bewohnern aus dem pazifischen Inselraum und 0,59 % aus anderen ethnischen Gruppen; 1,74 % stammten von zwei oder mehr ethnischen Gruppen ab. 1,59 % der Bevölkerung waren spanischer oder lateinamerikanischer Abstammung.
Von den 892 Haushalten hatten 23,70 % Kinder und Jugendliche unter 18 Jahre, die bei ihnen lebten. 54,90 % waren verheiratete, zusammenlebende Paare, 5,50 % waren allein erziehende Mütter. 37,10 % waren keine Familien. 33,60 % waren Singlehaushalte und in 17,50 % lebten Menschen im Alter von 65 Jahren oder darüber. Die Durchschnittshaushaltsgröße betrug 2,22 und die durchschnittliche Familiengröße lag bei 2,84 Personen.
Auf das gesamte County bezogen setzte sich die Bevölkerung zusammen aus 22,10 % Einwohnern unter 18 Jahren, 4,90 % zwischen 18 und 24 Jahren, 20,00 % zwischen 25 und 44 Jahren, 29,50 % zwischen 45 und 64 Jahren und 23,50 % waren 65 Jahre alt oder darüber. Das Durchschnittsalter betrug 47 Jahre. Auf 100 weibliche Personen kamen 96,00 männliche Personen, auf 100 Frauen im Alter ab 18 Jahren kamen statistisch 97,90 Männer.
Das jährliche Durchschnittseinkommen eines Haushalts betrug 27.306 USD, das Durchschnittseinkommen der Familien betrug 35.722 USD. Männer hatten ein Durchschnittseinkommen von 24.405 USD, Frauen 18.421 USD. Das Prokopfeinkommen betrug 16.055 USD. 16,90 % der Bevölkerung und 13,40 % der Familien lebten unterhalb der Armutsgrenze. 19,20 % davon waren unter 18 Jahre und 13,20 % waren 65 Jahre oder älter.

## Geschichte
Drei Bauwerke des Countys sind im National Register of Historic Places eingetragen (Stand 8. Februar 2018).

## Orte im Daniels County
Im Daniels County liegen zwei Gemeinden, davon eine City und eine Town.
| City - Scobey | Town - Flaxville |

Unincorporated Communities
- Four Buttes
- Peerless
- Whitetail